# Cerkev Svete nedelje, Sofija
Cerkev Svete nedelje (bolgarsko Катедрален храм "Св. великомъченица Неделя" в София ali църква „Света Неделя“, latinizirano: Sveta Nedelja) je vzhodnopravoslavna cerkev v Sofiji, glavnem mestu Bolgarije, stolnica sofijske škofije, Bolgarski patriarhat. Tempelj Svete nedelje sega v 10. stoletje in je bil stolnica mesta iz 18. stoletja. Sakralni objekt je bil skozi stoletja večkrat uničen ter večkrat obnovljen. Sedanja stavba templja je ena od znamenitosti Sofije. Zasnoval jo je slavni bolgarski arhitekturni tim Vasiljov-Colov. V cerkvi hranijo relikvije srbskega kralja Štefana Uroša II. Milutina.

## Zgodovina
Zgodovina najzgodnejših let cerkve je v veliki meri neznana. Verjetno je bila zgrajena v 10. stoletju in je imela kamnite temelje ter sicer leseno konstrukcijo in je za razliko od večine drugih cerkva v mestu ostala lesena do sredine 19. stoletja. Nemški popotnik po imenu Stephan Gerlach je leta 1578 obiskal Sofijo in omenil cerkev.
Okoli leta 1460 so posmrtne ostanke srbskega kralja Štefana Uroša II. Milutina prenesli v Bolgarijo in jih shranili v različnih cerkvah in samostanih, dokler jih niso prenesli v Sveto nedeljo, potem ko je v 18. stoletju postala škofovska rezidenca. Z nekaj prekinitvami so ostanki ohranjeni v cerkvi vse do danes in cerkev je konec 19. in v začetku 20. stoletja dobila drugo ime, Sveti Kralj (Sveti Kral).
Nekdanjo stavbo so 25. aprila 1856 porušili, da bi zgradili večjo in mogočnejšo stolnico. Poleti istega leta so začeli graditi 35,5 m dolgo in 19 m široko cerkev. Še vedno nedokončano stavbo je leta 1858 prizadel potres, ki je podaljšal gradbena dela, ki so se končno končala leta 1863. Uradno so jo odprli 11. maja 1867 v prisotnosti 20.000 ljudi. Zgrajen je bil nov zvonik za 8 zvonov, ki jih je leta 1879 cerkvi podaril ruski knez Aleksander Mihajlovič Dondukov-Korsakov.
Cerkev so leta 1898 obnovili z novimi kupolami. Eksarh Jožef I. Bolgarski je bil pokopan tik pred obzidjem Svete nedelje leta 1915. Cerkev je bila porušena v bombnem napadu leta 1925, ki je zahteval več kot 150 žrtev. Po dogodku so cerkev med poletjem 1927 in pomladjo 1933 obnovili v sodobno podobo (ponovno slavnostno odprtje je bilo 7. aprila 1933). Postavljena je bila skoraj na novo kot tempelj v dolžino 30 m in v širino 15,50 m ter z osrednjo kupolo, ki je bila visoka 31 m. Cerkvi so vrnili pozlačen ikonostas, ki je preživel bombni napad.
Stensko dekoracijo je med letoma 1971 in 1973 opravila ekipa pod vodstvom Nikolaja Rostovceva. Med letoma 1992 in 1994 so obnovili tla in zasteklili severno stebrišče. Leta 2000 je bila fasada temeljito očiščena in naprava za samodejno zvonjenje enajstih zvonov (osem od kneza Dondukova-Korsakova, dva izdelana v Srbiji in eden ulit v Bolgariji).

## Ime
Izvor imena Sveta nedelja je precej nejasen. Lahko se prevede kot sveta nedelja, odvisno od tega, katera etimologija je vzeta za osnovo. Po poročanju spletne strani Bolgarske pravoslavne cerkve, pravoslavieto.com, je cerkev opazil nemški popotnik Stephan Gerlach leta 1578, saj je znana pod več imeni, med drugim »Gospodova cerkev« (bolgarsko Gospodnja curkva) in Cerkev Jezusa Kristusa (Curkva Isus Hristos), ampak, kar je še pomembneje, z grškim imenom Kiriaki, beseda, ki dobesedno pomeni »nedelja«, ki pa sama izhaja iz Kirios – »Gospod« (tj. nedelja ali Kiriaki = »Gospodov dan« in s tem »Gospodova Cerkev«). Poleg tega je Kiriaki tudi ime krščanskega mučenca iz tretjega stoletja – svetega Kiriakija, v bolgarščini znanega kot Sveta nedelja (Nedelja = 'nedelja'). Torej, čeprav se danes zdi, da se pomen nanaša na svetost nedeljskega dne, se je morda prvotno nanašal na mladega mučenca svetega Kiriakija ali nazadnje na Jezusa Kristusa.

## Galerija
- Cerkev Svete nedelje ponoči
- Plošča v spomin na žrtve napada na cerkev
- Sveta nedelja okoli 1880
- Prenovljena stavba sv. Nedelje leta 1922, malo pred napadom
- Cerkev po napadu leta 1925